# Prokazování původu majetku
Prokazování původu majetku je zmiňováno již u egyptského panovníka Ahmose II. a v dějinách je požadováno v podstatě nepřetržitě. Tento pojem míří především na fyzické osoby, ale týká se i právnických osob. Situace je  komplikovanější tím, že zdrojem získání majetku mohou být také dluhy (pořízení majetku na dluh, úvěr, leasing). Tedy ne každé nabytí majetku znamená také zvýšení jmění osoby.

## Rozdělení podle účelu
Vlastní požadavek, zákonná úprava i postup se může lišit podle účelu, kterého má být dosaženo.
I. Prokázání na žádostStátní moc, úřad nebo jiný občan může mít důvodné pochybnosti, že majetek, kterým daná osoba disponuje, neodpovídá jejím legálním příjmům v minulosti.
II. Povinnost ze zákonaPůvod majetku je v některých případech nutné doložit proto, že to požaduje zákon. Daná osoba tedy prokazuje původ majetku bez vnějšího podnětu a bez přímé vazby na své jiné aktivity. Z tohoto důvodu například fyzické osoby přiznávají dědictví jako nezdaněný příjem, podnikající osoby vedou účetnictví, politici podávají majetková přiznání a pod.
III. Přesun majetkuPřesun majetku z oblasti osobní spotřeby na podnikatelské účely, k jiné osobě nebo jeho použití k jinému účelu může vést k nutnosti prokázat jeho původ. Sem mohou patřit i přesuny velkých částek mezi bankovními účty.
IV. Úvěry a dluhySem patří získání úvěru, záruky nebo jiné majetkové výhody. Za úvěr dlužník obvykle dluží majetkem a pokud to není nemovitost, musí obvykle prokázat původ tohoto majetku.

## Slovensko
Na Slovensku platí od ledna 2011 zákon o prokazování původu majetku. Kdokoli má podezření, že jiný člověk se dostal k majetku nelegální cestou, může to svým jménem oznámit finanční policii. 
Podezřelý musí v zahájeném řízení prokázat, že majetek získal legálně. Pokud to neudělá a soud dojde k tomu, že rozdíl mezi prokazatelnými příjmy a skutečným majetkem dotyčného je větší než 1500násobek minimální mzdy (zhruba 11 miliónů Kč), pak soud rozhodne o propadnutí tohoto rozdílu ve prospěch státu.
Během prvních dvou let od účinnosti zákona nedošlo k žádné konfiskaci.

## Česká republika
(viz Rozdělení podle účelu výše)
Účel I. V prosinci 2016 bylo do zákona 586/1992 Sb., o daních z příjmů, doplněno prokazování původu majetku novelou 321/2016 Sb. Finanční správa může lustrovat majetkové poměry lidí a firem, pokud najde alespoň pětimilionový rozdíl mezi deklarovanými příjmy a nárůstem jmění. Dotyčná osoba musí prokázat, že majetek zaplatila z příjmů, které řádně zdanila. Pokud finanční úřad doměří daň 15 nebo 19 % v závislosti na typu poplatníka, je poplatník zároveň povinen uhradit penále ve výši 50 nebo 100 % stanovené daně.
Účel II. Fyzické osoby mají povinnost oznamovat správci daně přijetí osvobozených příjmů v částce vyšší než 5 mil. Kč. To má význam u případných pochybností o souladu majetku poplatníka a jeho zdaněných příjmech. 
Účel III. Opatření proti legalizaci výnosů z trestné činnosti jsou definována zákonem č. 253/2008 Sb. a sledována jako možné praní špinavých peněz bankovním systémem. Kromě sledování podezřelých obchodů a převodů na bankovních účtech se vyžaduje také prokázání původu prostředků vkládaných do kapitálu nebo použitých k nabytí nebo zvýšení podílu na společnosti.
Účel IV. Majetek získaný díky přijetí úvěru nebo zápůjčky není předmětem daně, protože jmění poplatníka se tím nezvýšilo. K nárůstu majetku poplatníka došlo současně s nárůstem jeho závazků.

### Význam a kritika
Za rok 2017 oznámili Češi finančním úřadům, že získali 91 miliard korun, které nemusí danit. Jde o dědictví, dary, prodej podílu ve firmě nebo cenných papírů.
Ministerstvo financí dostalo za návrh zákona o prokazování původu majetku v roce 2014 anticenu Největší úřední slídil.
Podle serveru epravo.cz český zákon přináší pochybnosti o efektivnosti, přiměřenosti trestů (penále) a nezasáhne "velké ryby". Majetek lze totiž pořídit i prostřednictvím zahraničních právnických osob, jejichž účetnictví české úřady nemohou kontrolovat.
Podle advokáta Hajdučíka je zákon o prokázání původu majetku dobře zneužitelný v konkurenčním i politickém boji, podporuje udavačství a vytváří permanentní strach občana ze státu (velký bratr).

### Historie
1992novela zákona o správě daní a poplatků s povinností podat přiznání k majetku nad jeden milión Kč. Její účinnost byla několikrát odsunována a v roce 1994 Klausovou vládou zrušena.
2016vstoupil v platnost zákon o prokazování původu majetku, který novelizuje zákon 586/1992 Sb., o daních z příjmů, a trestní zákoník (zákon č. 40/2009 Sb.). Právní úprava tohoto nového zákona je zaměřena na prokazování příjmů u tzv. přímých důchodových daní.
2017V lednu Generální finanční ředitelství vydalo Metodický pokyn k problematice prokazování původu majetku. Za první rok účinnosti zákona však finanční úřady daň nikomu nedoměřily.